# Traded Endowment Policy
Traded Endowment Policies (TEP) sind britische Lebensversicherungen im Zweitmarkt. TEPs gibt es bereits seit über 150 Jahren. Dieser Zweitmarkt wird von der britischen Versicherungsaufsicht FSA überwacht. Der Versicherungsnehmer verkauft aus den verschiedensten Gründen (Ablösung eines Darlehens, Scheidung etc.) seine Police. Er könnte sie seinem Versicherungsunternehmen zurückgeben oder über den Zweitmarkt verkaufen. Beim Verkauf über den Zweitmarkt erhält er in der Regel einen besseren Preis als von seiner Versicherungsgesellschaft.
Anleger können solche Policen, bei denen bereits gutgeschriebene Bonifikationen sowie die Versicherungssumme bei Fortzahlung der Prämien garantiert sind, erwerben. Bei Ablauf der Police kommt eventuelle noch ein Schlussbonus hinzu. Die Höhe ist nicht garantiert und hängt vom Erfolg der Versicherung über die Laufzeit der Police ab. Bei dieser Form der Anlage profitiert der Käufer von den vorhandenen Garantien und den guten Renditen.
Englische Lebensversicherungen legen ihre Gelder traditionell wesentlich stärker in Aktienanlagen an. Dieser Anteil liegt bei den meisten Gesellschaften über 30 %. Bei deutschen Versicherungsgesellschaften liegt der Anteil aktuell unter 5 % und ist gesetzlich auf 35 % begrenzt. Die meistens sehr langen Versicherungslaufzeiten verbunden mit den höheren Aktienanteilen erklären die höheren möglichen Renditen bei britischen Lebensversicherungen.